# Zariecznyj (Kraj Zabajkalski)
Zariecznyj (ros. Заречный) – osiedle w Rosji, w Kraju Zabajkalskim, w rejonie nerczyńskim. W 2021 liczyło 802 mieszkańców.